# Tiara palatina

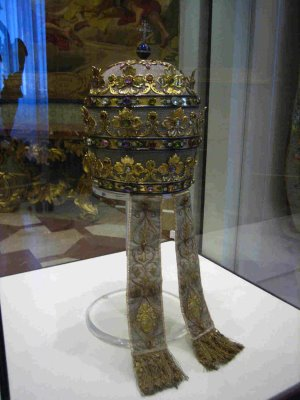
Tiara palatina.

La tiara palatina fue la tiara papal más utilizada desde 1877, y que se encuentra en posesión del Vaticano. Donada por la Guardia Palatina Pontificia al papa Pío IX para conmemorar su jubileo como obispo. Fue utilizada por última vez por Juan XXIII.

## Protagonista de varias coronaciones

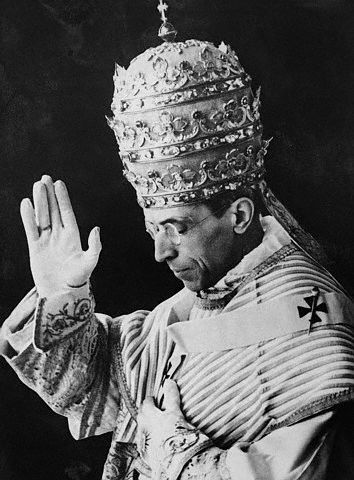
Pío XII fotografiado con la tiara durante su coronación (1939)

De todas las tiaras papales de la colección pontificia actual, la tiara palatina es la más utilizada de todas. Destaca por sus ínfulas y su pequeño globo superior, y se le asocia particularmente a los pontificados de los papas Pío XII y Juan XXIII, ambos coronados con ellas en 1939 y 1958 respectivamente.
Sin embargo, nunca ha sido la tiara oficial de coronación. Tradicionalmente, los papas recibían una corona de regalo de su anterior sede cardenalicia. A excepción de Pío XII, quien no poseía una sede a la fecha de su elección al ser secretario de Estado de la Santa Sede, eligió ser coronado con la tiara de 1877 de la colección pontificia. En el caso de Juan XXIII, aunque posteriormente recibiría una tiara de su tierra natal Bergamo, no se poseían planes de fabricar una corona rápidamente, ya que su elección fue impredecible. Recibiría su tiara en 1959, un año posterior a su elección, por lo que también decidió ser coronado con la corona palatina.

## Diseño
La tiara está hecha de plata sobre una base de fieltro , con tres coronas doradas separadas. Cada corona posee incrustaciones de perlas, con un total de 540 en toda la tiara. La primera corona posee dieciséis rubíes, tres esmeraldas, un jacinto (circón amarillo), un aguamarina, otros tres rubíes, un zafiro y ocho puntos de oro con cinco granates y dos "rubíes balas" (espinelas). La segunda corona tiene diez esmeraldas, ocho "balas rubíes", una crisolita, dos aguamarinas, seis pequeños rubíes y tres zafiros. Por último la tercera corona posee dieciséis pequeños y tres largos "rubíes balas", cuatro zafiros, tres jacintos, tres aguamarinas, un granate, ocho flores de oro ornamentales que poseen cada una dos esmeraldas, un "rubí bala", una crisolita y ocho puntos de oro, cada uno adornado con un granate. La parte superior de la tiara, bajo el globo, está cubierto de una capa ligera de oro, con ocho rubíes y ocho esmeraldas. El oro que cubre el globo está esmaltado en azul, con una pequeña cruz con brillantes. Joyas también están colocadas en las solapas.

## Mito del "Vicarius Filii Dei"
Algunos grupos protestantes, particularmente los asociados a la Iglesia Adventista del Séptimo Día, reclaman que la frase Vicarius Filii Dei (Sustituto del Hijo de Dios) está esculpida en la tiara de 1877. Vicarius Filii Dei es un título mencionado en la falsa Donación de Constantino. Muchos de los grupos protestantes lo colocan como un verdadero título papal, un reclamo rechazado por los católicos como un "mito anticatólico".
Todas las fotografías de la tiara, incluyendo encuadres desde todo ángulo a la coronación de Pío XII en 1939, no muestran ninguna inscripción o escritura en triple corona. Ninguna de las tiaras de la colección papal actual posee la frase Vicarius Filii Dei.

## Posterior uso
En 1963, Pablo VI utilizó una tiara propia, regalada por la Archidiócesis de Milán, donde, previo a su elección, era arzobispo. Tuvo una ceremonia de coronación mucho más corta que las tradicionales, y en junio de 1963 renunció a utilizar la tiara como símbolo del Papado, colocando ésta en el altar de la Basílica de San Pedro, durante la segunda sesión del Concilio Vaticano II. Sin embargo, en su constitución apostólica Romano Pontifici Eligendo, todavía menciona el rito de la coronación.
En 1978, Juan Pablo I decidió no ser coronado, hecho imitado por todos sus sucesores. En 1996, en su constitución apostólica Universi Dominici Gregis sobre las elecciones papales, Juan Pablo II omitió toda referencia a la coronación.